# A. Tryfiatis-Tripiaris
A. Tryfiatis-Tripiaris – grecki kolarz wyścigowy. Brał udział w Letnich Igrzyskach Olimpijskich 1896 w Atenach.
Tryfiatis-Tripiaris startował w 12-godzinnym wyścigu, ale go nie ukończył.